# Псковська ТЕС
Псковська теплова електростанція або Псковська державна районна електростанція (рос. Псковская ТЭС, Псковская ГРЭС) — теплова електростанція, яка є основним постачальником електроенергії для Пскова та прилеглих до нього територій.

## Особливості
Станція розташована в енергосистемі з високим експортним потенціалом, в безпосередній близькості від енергосистем країн Балтії та Білорусі.
Згідно з базовим варіантом сценарних умов розвитку електроенергетики на 2008–2011 рр.., Зростання електроспоживання в Об'єднаній Енегосистемі Північно-Заходу в зазначений період буде становити 5,4-8,9 % на рік. Крім того, завантаження електростанції забезпечує технічну можливість експортних поставок в енергосистеми Білорусі та країн Балтії в силу розташування Псковської ГРЕС в електричній мережі, що забезпечує паралельну роботу енергосистем зазначених країн до Єдиної енергосистеми Росії. Відповідно до перерахованими факторами, Псковська ГРЕС має перспективи стабільного попиту на електроенергію.
До складу основного устаткування входить 2 високо маневрених енергоблоків встановленою потужністю по 215 МВт кожний. До складу кожного енергоблоку входить: парова турбіна конденсаційна типу К-215-130-1 номінальною потужністю 215 МВт, двухкорпусной, барабанний котел типу ТПЕ-208 з природною циркуляцією, спроектований для роботи на фрезерному торфі та реконструйований за проектом ОТІ для спалювання природного газу. Паропродуктивність котла з первинного пару становить 670 т / ч.
Енергоблоки Псковської ГРЕС не мають технічних обмежень і готові нести номінальну потужність по 215 МВт кожний. Потужності станції є самими молодими серед потужностей компанії.
Основним і єдиним паливом є природний газ, який поставляється через відгалуження магістрального експортного газопроводу.

## Ключові параметри станції
Встановлена потужність е / е: 430 МВт
Розташовується потужність е / е: 430 МВт
СР робоча потужність е / е: 397 МВт
Витрата е / е на власні потреби: 6,1 %